# Willy Zeyn (réalisateur)
Pour les articles homonymes, voir Willy Zeyn.
Willy Zeyn (né le 30 juin 1876 à Hambourg, mort le 9 août 1946  à Munich) est un réalisateur allemand.

## Filmographie partielle
- 1915 : Arme Marie
- 1917 : Der Schatz im Berge
- 1920 : Kaliber fünf Komma zwei